# Ђурђевдански фестивал
Међународни Ђурђевдански фестивал дјечје пјесме је културна манифестација Републике Српске посвећена дјеци, која се једном годишње одржава у Бањалуци.

## Дјечји фестивал
Одржава се од Ђурђевдана 1994. у Бањој Луци. Основни циљеви овог фестивала су популаризација дјечје музике, афирмација аутора и извођача, очување дјечје пјесме од комерцијализације и шунда и допринос музичкој култури друштвене заједнице. Прве четири године манифестација је одржавана под називом "Дјеца пјевају Републици Српској", а организатор је био Педагошки завод РС. Одлуком Владе Републике Српске, овај фестивал проглашен је републичком културном манифестацијом 1998, када је комплетну продукцију преузела Српска радио-телевизија (СРТ, од 1999. РТРС). Првих десетак година значајну подршку манифестацији давао је Дјечји хор СРТ-а (РТРС-а). Од 2004. фестивал има међународни карактер. До 2020. на њему су учествовали извођачи из БиХ, Бјелорусије, Бугарске, Италије, Јапана, Канаде, Мађарске, Сјеверне Македоније,
Малте, Пољске, Румуније, Русије, Словеније, Србије, Украјине, Француске, Хрватске и Црне Горе, а написано је и снимљено око 450 нових дјечјих композиција, од којих су неке увршћене у предшколске и школске програме музичког образовања. Уреднички тим Ђурђевданског фестивала води
рачуна о тематској и жанровској прилагођености пјесама узрасту популације којој су намијењене (углавном од седам до 12 година), с тим да је старосна граница понекад незнатно помјерена. Поред утицаја на културни развој ученика основних школа, овај фестивал омогућава појединцу да од раног дјетињства допринесе културном животу средине у којој живи. Поједини учесници Ђурђевданског фестивала постали су афирмисани музички аутори и извођачи.
Ђурђевдански фестивал се традиционално одржава након Ђурђевдана на Међународни дан породице 14. маја у организацији Радио телевизије Републике Српске, града Бањалука и Владе Републике Српске, односно Министарство за породицу, омладину и спорт Републике Српске.
| „                                               | „Ђурђевдански фестивал је једна од манифестација која на диван начин представља Републику Српску и Бањалуку.“ | ” |
| — Председник Републике Српске, Рајко Кузмановић | |   |

## Побједници
- Лана Раљић, Сара Совиљ, Лазар Илић и Давид Бојић 2011.
- Ђани Руђеро 2010.
- Елена Ћелић 2009.
- Соња Шкорић 2008.
- Кристина Светличнаја 2007.
- Сара Спасојевић 2006.
- Алина Еремија 2005.
- Јована Раљић 2004.
- Јована Раљић 2003.